# گستن (کارولینای شمالی)
گستن (به انگلیسی: Gaston) شهری در ایالت کارولینای شمالی کشور ایالات متحده آمریکا است که جمعیت آن در سرشماری سال ۲۰۱۰ میلادی، ۱٬۱۵۲ نفر بوده‌است.